# Kurt Gerron
Kurt Gerron (Berlín, Imperio Alemán, 11 de mayo de 1897-Oświęcim, Alemania Nazi, 28 de octubre de 1944) fue un famoso actor y director alemán de origen judío asesinado en Auschwitz.

## Biografía
Gerron nació y residió en Berlín con sus padres de confesión judía. Empezó a estudiar Medicina pero dejó la carrera y se hizo actor en 1920. 
Trabajó en películas como El ángel azul junto a Marlene Dietrich y preparó el papel de Brown (jefe de policía de Londres) en el estreno de la producción de La ópera de los tres centavos de Bertolt Brecht en Berlín en 1928. Le ofrecieron ir a trabajar a Hollywood pero declinó la oferta y decidió quedarse en Europa. 
Cuando Hitler accedió al poder en enero de 1933, se refugió en Francia y más tarde en los Países Bajos. Tras la invasión de Holanda por el ejército nazi, fue internado en el campo de tránsito de Westerbork antes de ser deportado al Campo de concentración de Theresienstadt. Allí solía interpretar un cabaret llamado The Karussell para entretener a los prisioneros.
En 1944 la Gestapo le forzó a que hiciera una película propagandística para mostrar las «condiciones humanas» que había en el campo-gueto de Theresienstadt.
Tras finalizar el rodaje, fue deportado junto con una parte del equipo de la película al Campo de concentración de Auschwitz, donde le asesinaron nada más llegar en las cámaras de gas. Al día siguiente, el Reichsführer Heinrich Himmler dio la orden de clausurar las cámaras de gas. La película de Gerron se iba a titular Theresienstadt. Ein Dokumentarfilm aus dem jüdischen Siedlungsgebiet, pero supuestamente no llegó a completarse y a día de hoy solo existe un fragmento del film. Según otras fuentes el film sí fue acabado pero desapareció después de la guerra. A partir de los años 1960 aparecieron algunos fragmentos del mismo y hoy en día se ha recuperado un tercio de su metraje.

## Memoria histórica
Gerron es el tema principal de tres documentales, Prisioner of Paradise, Kurt Gerrons Karussell y Spuren nach Theresienstadt junto con Thomas Mandl, superviviente del holocausto. Mandl habló sobre él como director de la película Theresienstadt. El narrador en Kurt Gerrons Karussell es Roy Kift, quien también escribiera la obra de Gerron en el mismo campo de concentración titulada Camp Comedy. La obra se estrenó en The Theatre of the Holocaust editada por el Profesor Robert Skloot y realizada por la Universidad de Wisconsin.
Los documentos de Gerron fueron reunidos por el escritor Hans Günter Adler y depositados en el Nederlands Instituut voor Oorlogsdocumentatie de Ámsterdam.